# Гарбар Олександр Сергійович
Олекса́ндр Сергі́йович Гарбар (* 1979) — підполковник Збройних сил України, учасник російсько-української війни.
Станом на квітень 2018 року — командир 1-го десантно-штурмового батальйону, 79-та окрема десантно-штурмова бригада.

## Нагороди
За особисту мужність і героїзм, виявлені у захисті державного суверенітету та територіальної цілісності України, вірність військовій присязі під час російсько-української війни нагороджений
- орденом Богдана Хмельницького III ступеня (4.12.2014).